# Comportamentul păsărilor
Comportamentul păsărilor ne oferă informații despre modul de operare a lor în lumea naturală. Comportamentul păsărilor este studiat din perspectivă fiziologică și din una adaptivă.

## Fiziologia comportamentului
Fiziologia comportamentului studiază mecanismele fiziologice, ce cauzează unele aspecte ale comportamentului. Acestea pot fi de mai multe feluri, însă majoritatea sunt endocrine. 

## Baza adaptivă a comportamentului
Baza adaptivă a comportamentului studiază adaptările în funcție de mediu, formarea reflexelor condiționate, și variația interspecifică și intraspecifică a așa aspecte ale comportamentului ca reproducerea.

## Comportamentul sezonier
Aici noi vom descrie unele din cele mai importante aspecte ritmice  ale  comportamentului , care variază în dependență de anotimp.

### Primăvara
- La începutul primăverii:

1. începe năpârlirea păsării;
2. Crește rata de hrănire a păsării;
3. păsările încep migrațiunea spre nord;

- La mijlocul primăverii:

1. se termină migrația;

- La sfârșitul primăverii:

1. începe dezvoltarea gonadală;
2. se stabilesc teritoriile.

### Vara
- La începutul verii:

1. încep cuplările dintre păsări;
2. ritualuri nupțiale;
3. reproducerea;

- La mijlocul verii:

1. îngrijirea puilor;
2. crește rata hrănirii;

- La sfârșitul verii:

1. regresiune gonadală.

### Toamna
- La începutul toamnei:

1. începe năpârlirea;
2. începe migrarea spre sud;

- La mijlocul toamnei:

1. se termină migrarea.

### Iarna
1.stă ascunsă în scorburile copacilor
2.se hrănește doar din proviziile făcute

## Alte aspecte comportamentale
- Cântecul păsărilor;
- Construirea cuibului;
- Teritoriile la păsări.